# VFA-113
Escadron de chasseur d'attaque 113
Le Strike Fighter Squadron 113 (STRKFITRON 113 ou VFA-113), est un escadron de chasseur d'attaque de l'US Navy stationné à la Naval Air Station Lemoore, en Californie, aux États-Unis. L'escadron a été créé en 1948 et est surnommé "Stingers". Leur code de queue est NE et leur indicatif-radio est Sting.  Le VFA-113 est équipé du F/A-18E/F Super Hornet et actuellement affecté au Carrier Air Wing Two à bord du porte-avions à propulsion nucléaire USS Carl Vinson (CVN-70).

## Origine
L'escadron a été créé à l'origine sous le nom de Fighter Squadron 113 (VF-113) le 15 juillet 1948 au Naval Air Station North Island en Californie , pilotant le F8F-1/2 Bearcat. 
Le VF-113 a été redésigné Attack Squadron 113 (VA-113) en mars 1956, pilotant le F9F-8B Cougar et attaché au Carrier Air Wing Eleven (CVW-11) à bord de l'USS Essex (CV-9).
Ce n'est que le 25 mars 1983 que le VA-113 a été redésigné VFA-113. En 1985 l'escadron été assigné au Carrier Air Wing Fourteen (CVW-14) à bord de l'USS Constellation (CV-64) pour son premier déploiement pilotant le F/A-18 Hornet.
En 2016 l'escadron effectue sa transition sur le F/A-18E Super Hornet et, en 2019, il est réaffecté au Carrier Air Wing Two (CVW-2) remplaçant le VFA-137.

## Galerie
|                                                    |
| Corsair du VF-113 sur l'USS Philippine Sea en 1950 |

|                                                               |
| Super Hornet du VFA-113 sur l'USS Carl Vinson en janvier 2022 |